# Jules Monnerat
 (septembre 2022).
Jules Monnerat, né le 3 octobre 1820 à Vevey et mort dans la même ville le 31 octobre 1898, est un industriel et une personnalité politique suisse.

## Biographie
Après avoir suivi ses études à Vevey, Yverdon et Stuttgart, il rentre dans une banque à Vevey, puis devient directeur de l'Hôtel des Trois Couronnes à Vevey de 1842 à 1859. 
Président de la Compagnie du chemin de fer du Simplon, il est l'initiateur de la reprise de Nestlé avec Pierre-Samuel Roussy, Gustave Marquis et Louis Mayor en 1875. Il est président du conseil d'administration de Nestlé de 1875 à 1899. 
Il est député au Grand Conseil du canton de Vaud de 1862 à 1873 et syndic de Vevey de 1873 à 1876.